# Гароафа
Гароафа (рум. Garoafa) — село у повіті Вранча в Румунії. Адміністративний центр комуни Гароафа.
Село розташоване на відстані 173 км на північний схід від Бухареста, 9 км на північ від Фокшан, 75 км на північний захід від Галаца, 125 км на схід від Брашова.

## Населення
За даними перепису населення 2002 року у селі проживали 853 особи, усі — румуни. Усі жителі села рідною мовою назвали румунську.